# Porella cordaeana
Porella cordaeana ist eine Lebermoos-Art aus der Familie Porellaceae. Deutsche Namen sind Bach-Kahlfruchtmoos, Cordas Kahlfruchtmoos oder Bach-Pfefferlebermoos.

## Merkmale
Die kräftigen, hellbraunen über olivgrünen bis dunkelgrünen Pflanzen sind 3 bis 4 Millimeter breit und unregelmäßig einfach bis zweifach gefiedert. Feucht sind sie ölig glänzend, trocken glanzlos. Die Flankenblätter sind zweilappig. Der Oberlappen ist eiförmig mit abgerundeter Spitze. Der viel kleinere, schmal eiförmige Unterlappen ist gewellt und teilweise einwärts gedreht, meist schmaler als das Stämmchen und läuft an diesem mit oft gezähntem Saum weit herab. Die Laminazellen sind in der Blattmitte 28 bis 40 Mikrometer groß, die Zellecken sind verdickt. Jede Zelle enthält 20 bis 40 Ölkörper, diese sind kugelig bis eiförmig und zirka 2 bis 3 Mikrometer groß. Die kurz zungenförmigen Unterblätter mit eingerollter Spitze und gewellten Rändern laufen mit gebuchtetem bis gezähntem Saum weit am Stämmchen herab. Brutkörper fehlen, Perianthien und Sporogone sind selten.

## Standortansprüche
Die Wuchsorte sind in montanen bis alpinen Höhenlagen (in den Alpen bis über 2000 Meter Höhe) auf feucht-schattigem Silikat- und Karbonatgestein, in Quellfluren und Bächen, auf Waldboden, in Hochstaudenfluren und unter subalpinen Gebüschen, selten auf Baumwurzeln oder im Stammfußbereich.

## Verbreitung
In den Alpen gibt es zerstreute Vorkommen, ebenso in den meisten mitteleuropäischen Mittelgebirgen. In Europa reicht das Verbreitungsgebiet im Norden bis 70 Grad nördlicher Breite, im Süden bis Spanien/Portugal und Griechenland. Weitere Vorkommen gibt es in Südwestasien, Zentralasien, in China, in Nordafrika, auf Madeira und in Nordamerika.